# Dörrobstmotte

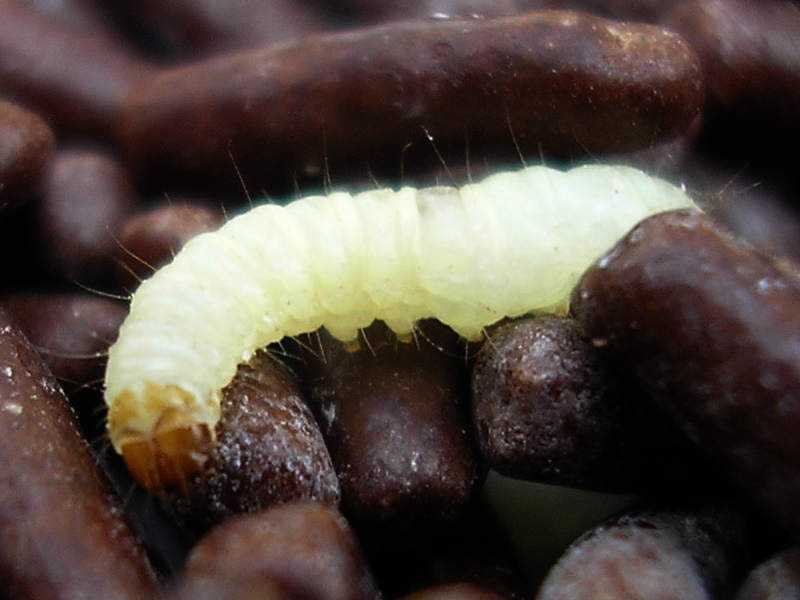
Raupe auf Schokostreusel

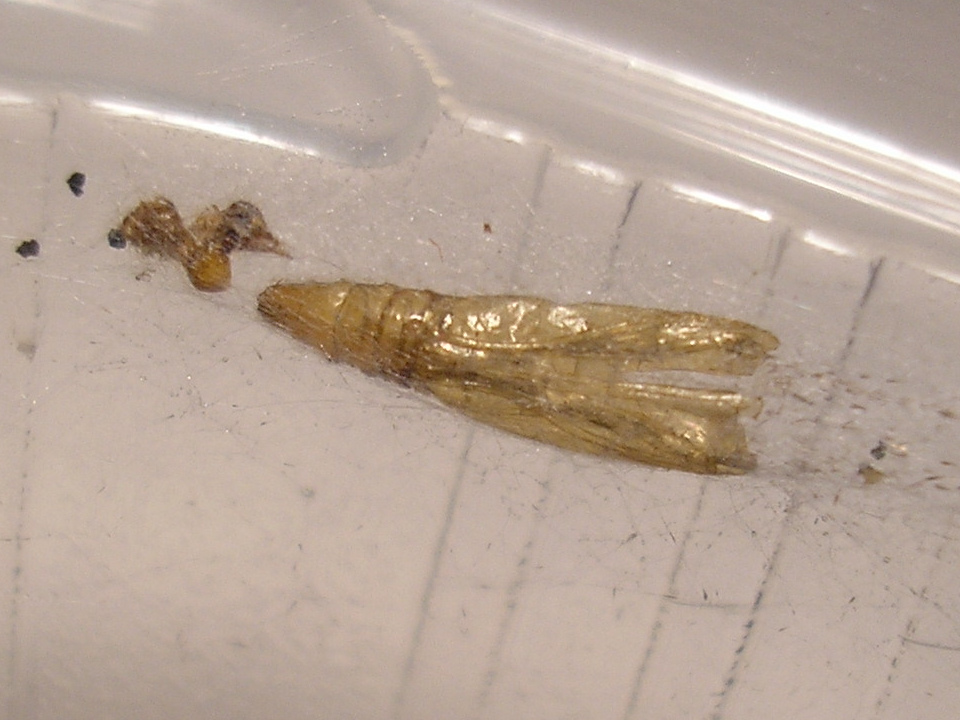
Leere Puppenhülle (Exuvie)

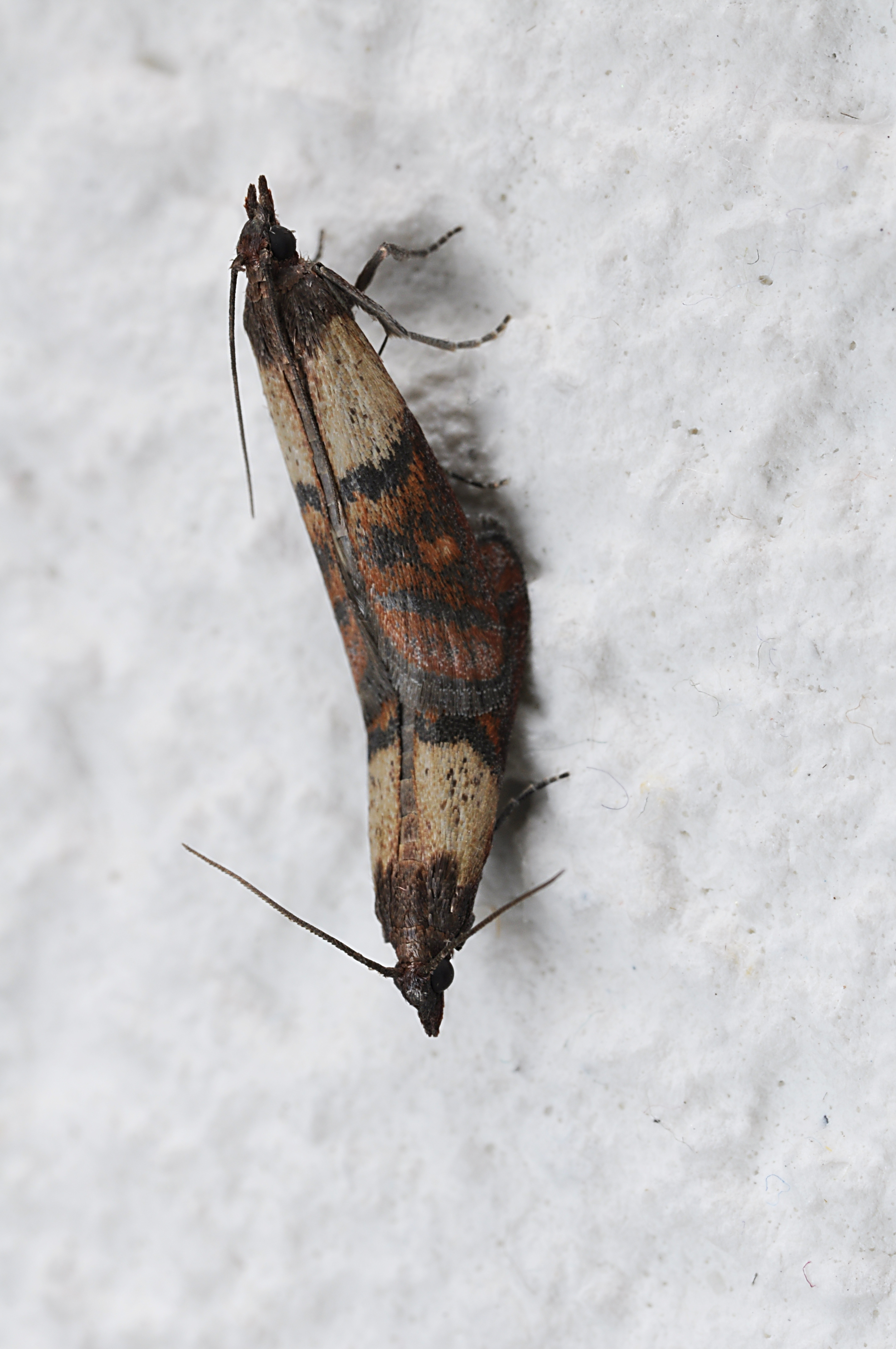
Dörrobstmotten bei der Paarung

Die Dörrobstmotte (Plodia interpunctella), auch Vorratsmotte, Kornmotte oder Hausmotte genannt, ist ein Schmetterling  aus der Familie der Zünsler (Pyralidae). Die Art ist ein nun wohl weltweit verbreiteter Vorratsschädling.

## Merkmale
Die Dörrobstmotte hat eine Flügelspannweite von 13 bis 20 Millimetern und eine Körperlänge von 4 bis 10 Millimetern. Der basale Teil des Vorderflügels ist hellgrau bis graugelb gefärbt, der übrige Teil ist heller oder dunkler kupferrot gefärbt.
Die Gesamtentwicklung dauert bei 30 °C ca. 30 Tage, bei 20 °C bis zu ca. 74 Tage. Die erwachsene Motte lebt ca. 10 bis 14 Tage und nimmt dabei keine Nahrung mehr auf.

## Lebensweise
Aus den bis zu 300 Eiern (Durchmesser < 0,5 mm) schlüpfen schon nach 3–4 Tagen stark unterschiedlich gefärbte Raupen, die sich im Laufe ihrer Entwicklung 3- bis 5-mal häuten und bis zu 17 Millimeter Länge erreichen können. Die Larven sitzen gerne in Gespinströhrchen und verpuppen sich nach einiger Zeit in Verstecken außerhalb des Nahrungsvorrates. Die Entwicklung der Motte dauert bei optimalen Verhältnissen 32 bis 38 Tage. Die Dörrobstmotten sind kälteempfindlich, können aber bei guten Bedingungen mehrere Generationen Nachwuchs pro Jahr bekommen. Die Motte lebt bis zu zwei Wochen. Die Raupen der Dörrobstmotte fressen, verspinnen und verschmutzen Getreideprodukte, Malz, Nüsse, Hülsenfrüchte, Schokolade, Kakao, Kaffee, Nudeln, Tee, Gewürze, Dörrobst und in Ausnahmefällen auch frisches Obst.

## Bekämpfung
Zur Bekämpfung werden Pheromonfallen und Schlupfwespen eingesetzt. Befallene Lebensmittel sollten entsorgt werden, Nahrungsvorräte sollten luftdicht verpackt werden, etwa in Glas oder dicken Plastikbehältern. In Kunststofffolie originalverpackte Nudeln, Schokolade o. ä. sind nicht ausreichend geschützt, da die Raupen gewisse Kunststoff-Verpackungen möglicherweise durchdringen können (siehe unten). Da die Dörrobstmotte ihre Eier gerne in Löcher und Ritzen ablegt, bringt u. a. das Abkleben der Regalbretter-Bohrungen in Vorratsschränken gute Erfolge bei der Bekämpfung.
Unter Umständen kann auch Kaffeesatz, der zur Düngung von Zimmerpflanzen verwendet wird, die Dörrobstmotte dazu bewegen, hier Eier abzulegen. Daher sollte man auf diese Form der Düngung verzichten.

## Abbau von Polyethylen
Im Jahr 2014 berichteten chinesische Wissenschaftler, die Raupe der Dörrobstmotte könne Polyethylen verdauen. Zwei Bakterien (Enterobacter asburiae und eine unbestimmte Art aus der Gattung Bacillus) konnten aus dem Magen der Raupe isoliert werden, und auf PE-Folie hinterließen die Bakterien mikrometergroße Gruben und Löcher.